# Phytosciara halterata
Phytosciara halterata är en tvåvingeart som först beskrevs av Franz Lengersdorf 1926.  Phytosciara halterata ingår i släktet Phytosciara och familjen sorgmyggor.
Artens utbredningsområde är Österrike. Inga underarter finns listade i Catalogue of Life.